# 谷口雅春
谷口 雅春（たにぐち まさはる、1893年〈明治26年〉11月22日 - 1985年〈昭和60年〉6月17日）は、新宗教「生長の家」創始者・初代総裁。旧名は同訓異字の“正治”。兵庫県八部郡烏原村東所（現：兵庫県神戸市兵庫区烏原町）に生まれ、大阪市港区の大阪府立市岡中学（旧制）出身。早稲田大学文学部英文科中退。同学科には青野季吉、木村毅、坪田譲治らが在学していた。
著作は400冊以上に及び、主著『生命の實相』は通算1,900万部を超える。他に『新版真理』全11巻、『新選谷口雅春選集』全20巻、『新選谷口雅春法話集』全12巻等、多数の著書（聖典）がある。他にも、彼が受けたとした33の神示（総称：『七つの燈臺の點燈者の神示』）や自由詩の形態を取る「聖経」として『甘露の法雨』『天使の言葉』『続々甘露の法雨』等がある。
解脱名（戒名）は「實相無相光明宮大真理説授正思惟大聖師」。専ら略して「大聖師」と冠され、信徒には称されている。

## 生誕
1893年（明治26年）11月22日、兵庫県八部郡烏原村東所（現：兵庫県神戸市兵庫区烏原町）に生誕した。同地は谷口が12歳の時である1905年（明治38年）に烏原貯水池に沈んだ。のちに谷口は自身の生誕について以下のように述懐している。
当時は貯水池に番人がいたらしく、以下のようにも述べている。

## 伝道活動

### 専従活動家時代

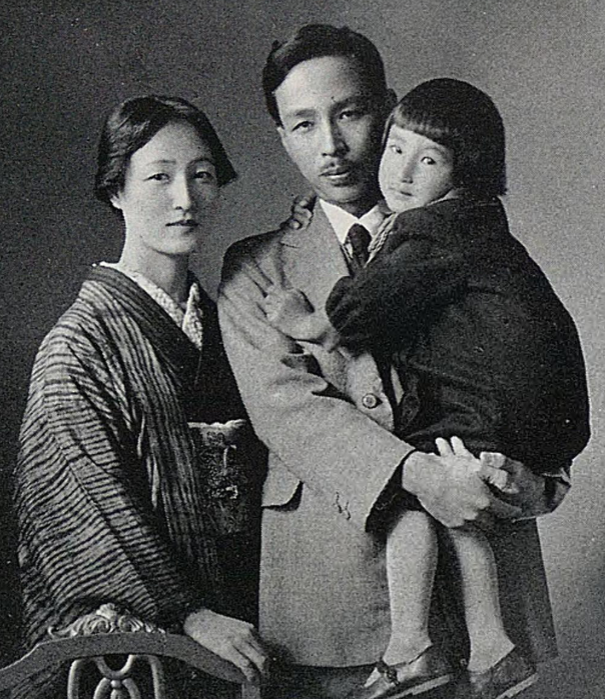
左から谷口輝子、谷口雅春、長女の谷口恵美子（1927年）

早稲田大学を中退して大本の専従活動家になっていた谷口は、出口王仁三郎の『霊界物語』の口述筆記を任せられたり、機関紙の編集主幹などを歴任するなど、教団内で嘱望されていたが、1922年（大正11年）の第一次大本事件を機に、浅野和三郎に従って大本から脱退。浅野が旗揚げした『心霊科学研究会』で宗教・哲学的彷徨を重ねていたが、当時流行のニューソート（自己啓発）の強い影響を受け、これに『光明思想』の訳語を宛てて機関紙で紹介した。
1929年（昭和4年）12月13日深夜、「今起て！」との神の啓示を受けたとして、当時勤務していたヴァキューム・オイル・カンパニーを辞め、文筆活動でニューソート流の成功哲学を全世界に宣布せんとの志を立て、『生長の家』誌の執筆に着手。翌1930年（昭和5年）3月1日に、神道、仏教、キリスト教に現代科学を加味して完成したとする、『生長の家』誌1000部を自費出版。教団は、その発行日を立教記念日としている。
雅春は、真理の言葉の力による人類光明化運動の実現を目指し、「言葉こそ真理そのものである」として「声字（しょうじ）即実相」の真理を説き、言葉・文字を用いて「大宇宙の真理」を懸命に書き続けた。雅春の説いた教えの根本原理は以下の2点である。
1. 人間はみな神の子であり、無限の愛、無限の知恵、無限の自由、その他あらゆる善きものに満ちた永遠不滅の生命である。
2. 現象界は心の現れであるから、人間の実相は神の子であるという真理を悟れば、現象世界においても幸福が現れる。

また、神道や仏教、キリスト教など諸宗教は、その根本においては一致しているという「万教帰一」の立場を取っている。
第二次世界大戦期に急速に右傾。国家主義・天皇信仰・感謝の教えを説いた。こうした教えを記述した雅春の著作は、信徒間で「愛国聖典」と呼ばれた。海ゆかば斉唱反対運動をするなど当時の軍部と対立する面もあった一方、「皇軍必勝」のスローガンの下に戦闘機を軍に献納するなどして大東亜戦争への協力もした。なお当時の信者には、高級軍人の家族が多くいた。

### 戦後の活動
“大東亜戦争（太平洋戦争）に敗れたのは飽くまでも無明（まよい）と島国根性に凝り固まった「偽の日本」であって、本当の「神洲日本国」は敗れたのではない”と七つの灯台の点灯者の神示などで主張した。
また日本国憲法を“連合国軍最高司令官総司令部（GHQ）が日本を弱体化する為に日本に押し付けた無効の憲法であるので、即時に破棄して大日本帝国憲法（明治憲法）に復元しなければならない”と説き、「明治憲法復元運動」を起こした。その一環として時の首相・福田赳夫に日本国憲法無効宣言をするように提言した。著書『“諸悪の因”現憲法』（1972年）では以下のように記している。
1974年（昭和49年）には円覚寺貫主・朝比奈宗源の呼びかけを受け、宗教界の保守主義団体「日本を守る会」（「元号法制化実現国民会議」が1981年に変わった「日本を守る国民会議」と共に現在の日本会議の前身の一つ）を結成した。
雅春はさらに優生保護法の廃止を強く訴え、優生思想や堕胎容認の同法を「生命軽視」であるとして強く非難した。当初、雅春は首相となった鳩山一郎や岸信介に帝国憲法復原や優生保護法廃止を要求するにとどまっていたが、自由民主党の政治家が本気で優生保護法廃止に取組まないと見るや1964年（昭和39年）に生長の家政治連合を結成し、法廃止を訴える議員を推薦して選挙運動を行うようになった。
雅春のプロライフ的な主張で注目すべきは、それが人間の胎児だけでなく動物にも及んでいたことである。占領終結直後に執筆した「日本再建の道を拓くもの」では次のように記した。
さらに著書『心と食物と人相と』では「平和論をなすもの、本当に平和を欲するならば、肉食という殺生食をやめる事から始めなければならないのであります。」とし、肉だけでなく魚や鶏卵、乳製品の摂取をも好ましくないというヴィーガニズムに近い考えを述べて、さらに肉食と堕胎が同様の行為であるとまで主張した。
そしてこうした自分の思想を政治に反映しなければ世界平和は実現しない、と考えていた。
しかし、このような徹底したプロライフ（＝生命尊重）の主張が政界で受け入れられることはなかった。1978年（昭和53年）に雅春は生長の家総本山に移住し政治活動の一線から退き、1983年（昭和58年）には優生保護法廃止が実現しないこと等を理由として生長の家政治連合の活動停止が決定され、以後生長の家は自民党政権と距離を置くようになる。
1985年（昭和60年）に生長の家総本山のある長崎にて、91歳で没した。

## 親族

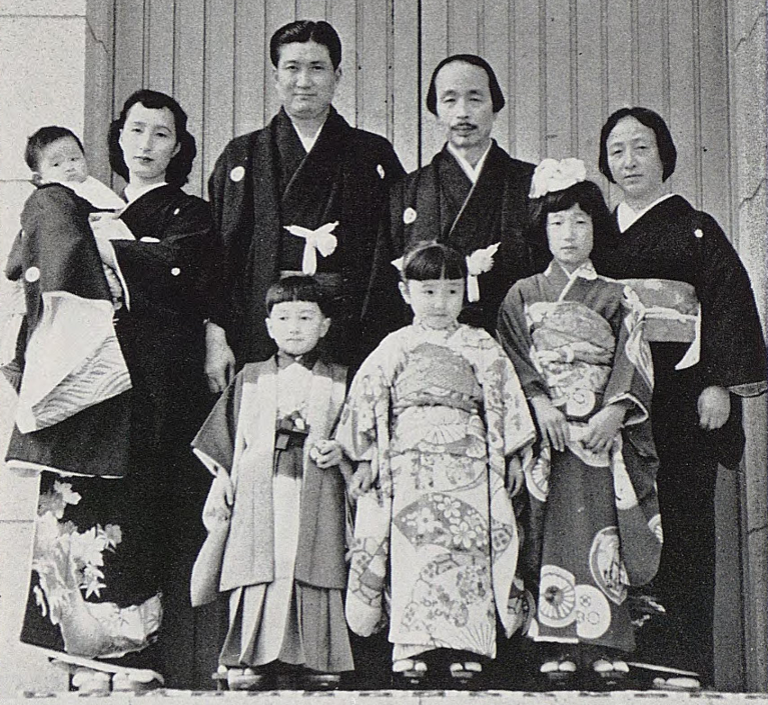
前列左から谷口雅宣、谷口壽美、谷口佳代子。後列左から谷口貴康、谷口恵美子、谷口清超、谷口雅春、谷口輝子。1956年1月1日撮影。

谷口雅春は妻の輝子との間に1女をもうけた。孫は5人（そのうち1人は1歳未満で死去）。
- 谷口輝子（妻） - 旧姓は江守。
- 谷口恵美子（長女） - 1946年に荒地清超と結婚。
- 谷口清超（娘婿） - 旧姓は荒地。1985年11月22日に第2代生長の家総裁に就任。
- 谷口佳代子（孫） - 恵美子の長女。元楯の会会員の古賀浩靖と結婚した[5]。
- 谷口雅教（孫） - 恵美子の長男。出生後1年経たずに死去。
- 谷口壽美（孫） - 恵美子の次女。
- 谷口雅宣（孫） - 恵美子の次男。2009年3月1日に第3代生長の家総裁に就任。
- 谷口貴康（孫） - 恵美子の三男。

## 主な著作
- 『あなたは無限能力者』
- 『甘露の法雨』　※根本経典
- 『奇蹟を生ずる実相哲学』
- 『奇跡の時は今』（ジャック・エンサイン・アディトン著　翻訳）
- 『希望を叶える365章』
- 『幸福を招く365章』
- 『光明思想「聖経」集』　※経典集
- 『光明の生活法』
- 『心と運命』
- 『心と癌』
- 『女性の幸福365章』
- 『新講「甘露の法雨」解釈』
- 『人生読本』
- 『人生の秘訣365章』
- 『人生を支配する先祖供養』
- 『人生を見つめて』
- 『真理』　全10巻
- 『真理の吟唱』
- 『生活読本』
- 『生活の智慧365章』
- 『聖なる理想・国家・国民』
- 『生命の根元を培う新しき教育』
- 『生命の實相』　※主著、全40巻ほか
- 『如意自在の生活365章』
- 『七つの燈臺の點燈者の神示』　経典
- 『私はこうして癌が治った（25人の体験記）』編著
- 『繁栄と健康』
- 『美と健康の創造』
- 『無限供給の鍵』
- 『法華経解釈』　共著
- 『大般涅槃経解釈』
- 『無門関解釈』
- 『維摩経解釈』
- 『碧巌録解釈』　※遺著、巻末に著書目録
- 『“諸悪の因”現憲法』（明るい日本を作るシリーズ）
- 『新選谷口雅春選集』全20巻
- 『新選谷口雅春法話集』全10巻
- 『谷口雅春著作集』全10巻、没後完結